# Peixe-lanterna
O peixe-lanterna, também conhecido como Symbolophorus barnardi, é um peixe que vive em águas salgadas e profundas, podendo chegar a 1.500 metros de profundidade durante o dia, indo para mais perto da superfície apenas à noite. O seu nome deriva da sua capacidade de produzir luz, emitida por pequenos orgãos denominados fotóforos. Esse peixe tem, em média, 12 centímetros de comprimento e possui cerca de 15 espécies identificadas..